# Lynxen
De lynxen (Lynx) vormen een geslacht van een aantal middelgrote katten uit de familie van de katachtigen (Felidae). In oudere classificaties wordt dit geslacht beschouwd als een ondergeslacht van het geslacht Felis. Lynxen hebben brede, gevoerde poten waarmee ze goed over sneeuw kunnen lopen.

## Leefwijze
De meeste lynxen zijn solitair, hoewel ze soms in troepen op jacht gaan.
Lynxen jagen bij voorkeur vanuit een hinderlaag. Ze liggen achter een omgevallen boom of rots te wachten tot een prooidier langs komt en doen dan een korte uitval. Als ze hun prooi niet binnen enkele meters te pakken kunnen krijgen laten ze hem lopen. Lynxen jagen op zoogdieren, vooral haasachtigen, knaagdieren en hoefdieren tot de grootte van edelherten, evenals vogels, vissen en reptielen. Af en toe eten ze aas. Lynxen zijn overwegend nachtelijke en schemeractieve eenlingen die hun prooi in een hinderlaag lokken, besluipen of actief achtervolgen.

## Verspreiding
Lynxen komen voor in Europa, Azië en Noord-Amerika, voornamelijk in bergachtige streken en naaldbossen. Door de jacht en verdrijving uit hun leefgebied zijn deze katten met hun kenmerkende oorpluimen tegenwoordig vrij zeldzaam geworden.

## Bescherming
De lynx kwam vroeger in bijna alle grote bosgebieden in Europa en een groot deel van Azië voor. Ze leven vooral nog in afgelegen bergstreken met wat kreupelhout. In enkele bossen in West-Europa zijn opnieuw lynxen uitgezet. In Nederland is vooralsnog niet voldoende aaneengesloten bos voor een herintroductie, maar ze worden sinds 1997 weleens in Limburg gezien. In België wordt de lynx sinds 2004 terug gesignaleerd in de Hoge Venen. In Duitsland zijn meerdere projecten voor de herintroductie van lynxen, onder meer in het Beierse Woud en de Harz. Daar leefden in 2016 weer tientallen lynxen in de bossen.
Op 27 augustus 2020 werd er voor het eerst sinds lang een lynx gefotografeerd in de regio van de Semois. 
Op 11 mei 2024 werd door een 2-tal fietsers in deze regio opnieuw een lynx waargenomen. Een dergelijke waarneming is zeer zeldzaam!

## Soorten
- Geslacht Lynx (lynxen)
  - Lynx canadensis – Canadese lynx
  - Lynx lynx – Euraziatische lynx
  - Lynx pardinus – Pardellynx
  - Lynx rufus – Rode lynx

De pardellynx en de Canadese lynx worden soms als ondersoorten van de Euraziatische lynx beschouwd.